# 第3回NFLオナーズ
第3回NFLオナーズは、NFLの2013年シーズンについて行われた授賞式。2013年シーズンのチャンピオンを決定する第48回スーパーボウルの前日の2014年2月1日にスーパーボウル開催地近くのニューヨーク州ニューヨークで開催された。

## 受賞者一覧
| 賞                                            | 受賞者                     | POS | チーム                               |
| --------------------------------------------- | -------------------------- | --- | ------------------------------------ |
| AP通信MVP                                     | ペイトン・マニング         | QB  | デンバー・ブロンコス                 |
| AP通信最優秀コーチ賞                          | ロン・リベラ               | HC  | カロライナ・パンサーズ               |
| AP通信最優秀攻撃選手賞                        | ペイトン・マニング         | QB  | デンバー・ブロンコス                 |
| AP通信最優秀守備選手賞                        | ルーク・キークリー         | LB  | カロライナ・パンサーズ               |
| ペプシ最優秀新人賞                            | キーナン・アレン           | WR  | サンディエゴ・チャージャーズ         |
| AP通信最優秀新人攻撃選手賞                    | エディー・レイシー         | RB  | グリーンベイ・パッカーズ             |
| AP通信最優秀新人守備選手賞                    | シェルドン・リチャードソン | DE  | ニューヨーク・ジェッツ               |
| AP通信カムバック賞                            | フィリップ・リバース       | QB  | サンディエゴ・チャージャーズ         |
| GMC名シーン賞                                 | アーロン・ロジャース       | QB  | グリーンベイ・パッカーズ             |
| NFL.com最優秀ファンタジー選手                 | ジャマール・チャールズ     | RB  | カンザスシティ・チーフス             |
| ドン・シュラ最優秀高校コーチ賞                | マイク・グラント           | HC  | エデン・プレイリー高校（ミネソタ州） |
| ウォルター・ペイトンNFLマン・オブ・ザ・イヤー | チャールズ・ティルマン     | CB  | シカゴ・ベアーズ                     |
| FedExエアプレーヤー賞                         | ペイトン・マニング         | QB  | デンバー・ブロンコス                 |
| FedExグランドプレーヤー賞                     | ルショーン・マッコイ       | RB  | フィラデルフィア・イーグルス         |
| ブリヂストン最優秀プレー賞                    | カルビン・ジョンソン       | WR  | デトロイト・ライオンズ               |
| ロードゲーム最優秀選手賞                      | ニック・フォールズ         | QB  | フィラデルフィア・イーグルス         |
| サルートトゥサービス賞                        | ジョン・ハーボー           | HC  | ボルチモア・レイブンズ               |
| ディーコン・ジョーンズ賞                      | ロバート・マシス           | OLB | インディアナポリス・コルツ           |